# Mirko Kaplja
Mirko Kaplja, slovenski politik, * 30. december 1944.
Kaplja, dolgoletni župan Občine Litija, je bil kot poslanec LDS 2. državnega zbora Republike Slovenije.